# 跋蹉
跋蹉，又譯拔沙，筏蹉，北印度古國，阿含經所說的十六大國之一。位于摩揭陀西方，接近恆河流域。首都憍賞彌。
据信跋蹉得名于一位迦國國王。跋蹉的意思是犢子。跋蹉後來成為佛教犢子部的中心。